# Synagoge aan de Harstenhoekweg
De synagoge aan de Harstenhoekweg is een voormalige synagoge van de Nederlands Israëlitische Gemeente, gelegen aan de Harstenhoekweg in Scheveningen, Den Haag. 

## Geschiedenis
De synagoge werd in 1926 ondergebracht in het gebouw van een voormalige Deli-club, een sociëteit voor mensen die in Nederlands-Indië hadden gewerkt. Het gebouw diende als gebedsruimte voor zowel liberale als orthodoxe joden uit Oost-Europa, die zich tijdens de Eerste Wereldoorlog in Den Haag hadden gevestigd en daarvoor geen geschikte synagoge hadden. De orthodoxe joden gebruikten de benedenetage, terwijl de liberalen de bovenetage voor hun gebedsdiensten gebruikten. De Oost-Europese joden vormden hun eigen vereniging genaamd "Beis Jisroeil".
In september 1946 werd de synagoge heringewijd en viel het onder de Nederlands Israëlitische Gemeente van Den Haag. Het gebouw werd in 1960 gerestaureerd en bleef in gebruik tot de jaren 90, toen andere synagogen in Den Haag al waren verkocht of afgebroken door het gekrompen aantal Joodse inwoners. Het was een van de laatste functionerende vooroorlogse synagogen van de stad en is tegelijkertijd een van de laatst bewaard gebleven voormalige synagogen. In 1994 werd het pand verkocht aan een beeldhouwer voor f. 255.000, die het als atelier gebruikte.